# Big Tasty

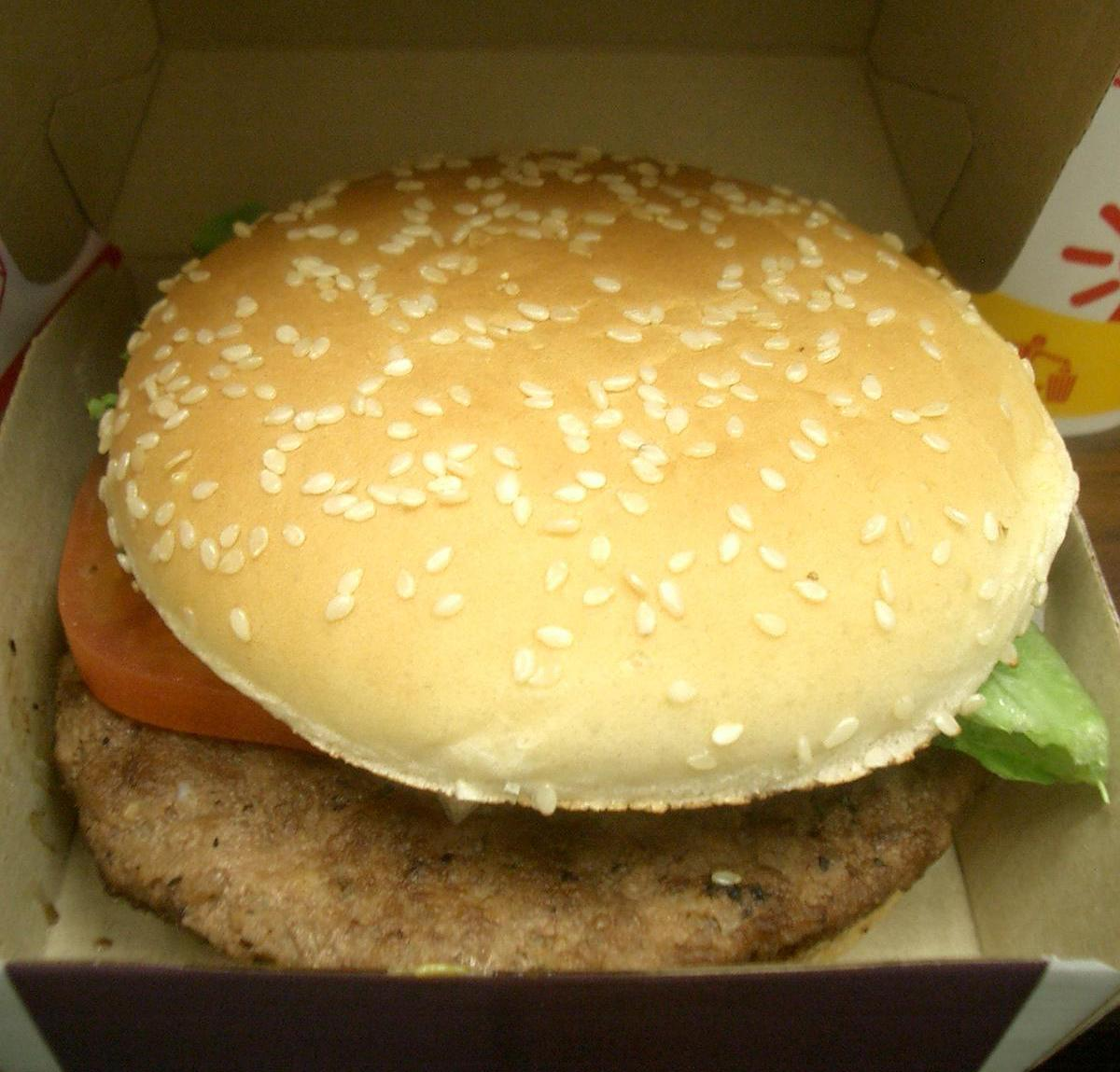
Big Tasty

O Big Tasty, chamado nos países de língua inglesa de Big N'Tasty, é um sanduíche do McDonald's que foi lançado em várias cidades dos Estados Unidos em 1996, e por todo o país em 16 de fevereiro de 2001, por meio de campanhas publicitárias vinculadas a superestrela do NBA Kobe Bryant.
No Brasil, o Big Tasty é conhecido como "o grande matador de fome". Tem um hambúrguer de 150 gramas, três fatias de queijo, tomate, alface, cebola e molho tasty .Tudo em um pão com gergelim.
O Big Tasty, foi introduzido em Portugal Continental e ilhas ,no dia 1 de abril de 2002.[carece de fontes?]

## Composição

### Big Tasty (Brasil)
- Hambúrguer de carne 100% bovina com um peso de 150 gramas
- Queijo Emennthal
- Tomate
- Alface
- Cebola
- Molho tipo "Tasty"
- Pão fresco com gergelim

### Big N'Tasty (Estados Unidos)
- Hambúrguer de carne 100% bovina com um peso de 4 onças ou 113.4 gramas
- Queijo Emennthal
- Tomate
- Alface Americano
- Maionese
- Cebola
- Mostarda
- Ketchup
- Pão fresco com gergelim